# 夏侯蘭
| 姓名         | 夏侯蘭       |
| 時代         | 後漢時代     |
| 生没年       | 〔不詳〕     |
| 字・別号     | 〔不詳〕     |
| 出身地       | 冀州常山郡?  |
| 職官         | 軍正〔劉備〕 |
| 爵位・号等   | -            |
| 陣営・所属等 | 曹操→劉備    |
| 家族・一族   | 〔不詳〕     |

夏侯 蘭（かこう らん、生没年不詳）は、中国後漢時代末期の武将。冀州常山郡出身と考えられている。

## 事跡
『三国志』の本文には記述がない。蜀志「趙雲伝」において裴松之が注釈で引用した『趙雲別伝』にのみ記述がある人物である。
それによると夏侯蘭は、曹操軍の夏侯惇の部下であったとされる（同姓だが、連枝関係等は不明）。夏侯惇が荊州の劉表を頼っていた劉備を攻撃することになると、夏侯蘭もこれに従軍した。しかし夏侯惇軍が劉備軍に博望で敗北したため、夏侯蘭は趙雲に生け捕りにされた（博望坡の戦い）。
しかし夏侯蘭は趙雲と同郷で、若い頃からの知り合いであったといわれる。そのため趙雲は、夏侯蘭が法律に明るいことを活かして用いるよう、劉備に進言した。以後、夏侯蘭は軍正として任用されることになった。しかし趙雲は夏侯蘭が降将であるということを考え、その後自分から夏侯蘭に近づこうとはしなかったという。
小説『三国志演義』でも、夏侯蘭は夏侯惇の副将として博望へ向かっている。諸葛亮の策にはまって夏侯惇が大敗した際、夏侯蘭は韓浩と共に糧秣を守ろうとする。しかしその途中で張飛と出くわしてしまい、夏侯蘭は数合もしないうちにその一撃を受け、馬上から突き落とされている。